# Кусков, Иван Александрович
Иван Александрович Кусков (1765, Тотьма, Вологодская провинция, Архангелогородская губерния — 1823, Тотьма, Вологодская губерния) — русский исследователь Аляски и Калифорнии, основатель и комендант крепости Росс в Калифорнии.

## Биография
Тотемский мещанин.
В 1787 году достиг Иркутска. 20 мая 1790 года заключил контракт с каргопольским купцом Александром Андреевичем Барановым, жившим в Иркутске, о морской экспедиции к американским берегам во владения Северо-Восточной компании Ивана Илларионовича Голикова и Григория Ивановича Шелихова.
С 1790 года управляющим всех заокеанских территорий Северо-Восточнной компании стал Баранов. Компания вела торговлю, проводила мероприятия по закреплению за Россией открытых земель.
Кусков оставался за правителя на острове Кадьяк (1796 и 1800 годы), в Новоархангельске (1806—1814 годы), был начальником Константиновской крепости в Нучеке (1798—1799), управлял русским поселением в заливе Якутат (1802—1803), возглавлял экспедиции от залива Якутат до острова Ситха (1801—1802 годы).

### Форт Росс
По замыслу Николая Петровича Резанова и Александра Андреевича Баранова, 30 августа 1812 года в Калифорнии, на севере от залива Сан-Франциско, в 18 милях (24 милях километрах) к северу от залива Бодега, была основана русская крепость Росс (ныне Форт-Росс).
Кусков был назначен комендантом крепости (до конца 1821 года). В колонии были заведены огороды, развито скотоводство, имелась судоверфь. Между представителем компании и вождями индейских племён был составлен договор (юридически закреплял передачу русских владений в Калифорнии в собственность Российско-Американской компании).

### Отставка
В 1821 году И. А. Кусков вышел в отставку и 4 июля 1823 года вернулся на родину в Тотьму.
Похоронен на территории Спасо-Суморинского монастыря. Точное место не установлено, на месте предполагаемого захоронения стоит деревянный крест и лежит якорь.

## Награды
- В 1805 году Кусков получил золотую медаль «За усердие» на Владимирской ленте.
- 12 октября 1806 года был награждён званием коммерции-советника.

## Память
- В 1990 году в Тотьме был открыт дом-музей.
- 14 марта 1991 года была выпущена почтовая марка.
- Именем Кускова названа набережная реки Сухона в Тотьме[1].
- В реконструированном Форте-Росс находится восстановленный жилой дом Кускова, в котором он жил и работал во время своего правления поселением[2].